# Val-Fouzon
Val-Fouzon é uma comuna francesa na região administrativa do Centro-Vale do Loire, no departamento de Indre. Estende-se por uma área de 46.90 km². Em 2010 a comuna tinha 986 habitantes (densidade: 21 hab./km²).
Foi criada em 1 de janeiro de 2016, a partir da fusão das antigas comunas de Varennes-sur-Fouzon, Parpeçay e Sainte-Cécile.